# 東京都特別支援学校一覧
東京都特別支援学校一覧（とうきょうととくべつしえんがっこういちらん）は、東京都の特別支援学校の一覧。

## 国立特別支援学校
- 筑波大学附属大塚特別支援学校 （文京区）
- 筑波大学附属視覚特別支援学校（文京区）
- 筑波大学附属桐が丘特別支援学校 （板橋区）
- 東京学芸大学附属特別支援学校（東久留米市）

## 都立特別支援学校（知的・肢体・病弱）

### 港区
- 東京都立青山特別支援学校
- 東京都立港特別支援学校

### 墨田区
- 東京都立墨田特別支援学校

### 江東区
- 東京都立江東特別支援学校
- 東京都立墨東特別支援学校
- 東京都立臨海青海特別支援学校
- 東京都立城東特別支援学校

### 品川区
- 東京都立品川特別支援学校

### 大田区
- 東京都立城南特別支援学校
- 東京都立矢口特別支援学校
- 東京都立田園調布特別支援学校

### 世田谷区
- 東京都立光明学園
- 東京都立青鳥特別支援学校
  - 東京都立青鳥特別支援学校八丈分教室
- 東京都立久我山青光学園（視覚・知的）

### 中野区
- 東京都立中野特別支援学校

### 杉並区
- 東京都立永福学園

### 北区
- 東京都立北特別支援学校
- 東京都立王子特別支援学校

### 板橋区
- 東京都立板橋特別支援学校
- 東京都立高島特別支援学校
- 東京都立志村学園

### 練馬区
- 東京都立練馬特別支援学校
- 東京都立大泉特別支援学校
- 東京都立石神井特別支援学校

### 足立区
- 東京都立足立特別支援学校
- 東京都立花畑学園

### 葛飾区
- 東京都立葛飾特別支援学校
- 東京都立水元小合学園
- 東京都立水元特別支援学校

### 江戸川区
- 東京都立鹿本学園
- 東京都立白鷺特別支援学校

### 八王子市
- 東京都立八王子特別支援学校
- 東京都立八王子東特別支援学校
- 東京都立南大沢学園
- 東京都立八王子南特別支援学校
- 東京都立八王子西特別支援学校

### 青梅市
- 東京都立青峰学園

### 府中市
- 東京都立府中けやきの森学園
- 東京都立武蔵台学園
  - 東京都立武蔵台学園府中分教室

### 調布市
- 東京都立調布特別支援学校

### 町田市
- 東京都立町田の丘学園

### 小金井市
- 東京都立小金井特別支援学校

### 小平市
- 東京都立小平特別支援学校

### 日野市
- 東京都立七生特別支援学校

### 清瀬市
- 東京都立清瀬特別支援学校

### 東久留米市
- 東京都立東久留米特別支援学校
  - 東京都立東久留米特別支援学校清瀬分教室

### 武蔵村山市
- 東京都立村山特別支援学校

### 多摩市
- 東京都立多摩桜の丘学園

### 羽村市
- 東京都立羽村特別支援学校

### あきる野市
- 東京都立あきる野学園

### 西東京市
- 東京都立田無特別支援学校

### 千葉県市原市
- 東京都立中野特別支援学校しいの木分教室

## 都立特別支援学校（視覚障害）

### 文京区
- 東京都立文京盲学校

### 世田谷区
- 東京都立久我山青光学園（視覚・知的）

### 葛飾区
- 東京都立葛飾盲学校

### 八王子市
- 東京都立八王子盲学校

## 都立特別支援学校（聴覚障害）

### 江東区
- 東京都立大塚ろう学校城東分教室

### 大田区
- 東京都立大塚ろう学校城南分教室

### 杉並区
- 東京都立中央ろう学校
- 東京都立大塚ろう学校永福分教室

### 豊島区
- 東京都立大塚ろう学校

### 葛飾区
- 東京都立葛飾ろう学校

### 立川市
- 東京都立立川学園（聴覚・知的）

## 区立特別支援学校（知的・肢体・病弱）

### 新宿区
- 新宿区立新宿養護学校

### 杉並区
- 杉並区立済美養護学校

### 大田区
- 大田区立館山さざなみ学校

### 葛飾区
- 葛飾区立保田しおさい学校

### 板橋区
- 板橋区立天津わかしお学校

## 私立特別支援学校
- 愛育学園（港区）
- 明晴学園（品川区）
- 翔和学園（中野区）
- 旭出学園（練馬区）
- 日本聾話学校（町田市）

## リンク
- 東京都教育委員会